# Farzemich
Farzemich ist ein Wohnplatz der Gemeinde Odenthal im Rheinisch-Bergischen Kreis. Er liegt an einem Hang im Dhünntal zwischen Stein und Menrath.

## Etymologie
Farzemich (von „farstiva, farcia“ = der Forst) hat seinen Namen von dem früher an Glöbusch angrenzenden Wildbannforst. Das führte bei der späteren Besiedlung zu dem jetzigen Namen.

## Geschichte
Die erste urkundliche Erwähnung stammt vom 22. Februar 1357. Dabei geht es um die Verpflichtung der Eheleute Hermann Klappert und seiner Frau Goderadis, die verpflichtet waren, dem Lichtmeister im Brüderchor zu Altenberg eine Erbrente zu zahlen. Zur Sicherheit verpfändeten sie ihm das von ihnen bewohnte Haus „Farcinberch“, das damit als Eigengut der Eheleute ausgewiesen war.
Nach einer anderen Quelle gelangt das Höfchen 1357 durch Zahlung einer Leibrente in den Besitz des Klosters Altenberg und blieb bis zur Aufhebung des Klosters in dessen Besitz.
Aus der Charte des Herzogthums Berg 1789 von Carl Friedrich von Wiebeking  geht hervor, dass Farzemich zu dieser Zeit Teil von Unterkirspel (Unterodenthal) in der Herrschaft Odenthal im Herzogtum Berg war.
Unter der französischen Verwaltung zwischen 1806 und 1813 wurde die Herrschaft aufgelöst und Farzemich wurde politisch der Mairie Odenthal im Kanton Bensberg zugeordnet.
Farzemich war Teil der Bürgermeisterei Odenthal, die 1816 durch die Preußen aus der Mairie Odenthal im Kreis Mülheim am Rhein geschaffen wurde. Der Ort ist auf der Topographischen Aufnahme der Rheinlande von 1824 und auf der Preußischen Uraufnahme von 1840  verzeichnet. Ab der Preußischen Neuaufnahme von 1892 ist er auf Messtischblättern regelmäßig als Farzemich verzeichnet. Farzemich gehört zur katholischen Pfarre Odenthal und zur evangelischen Gemeinde Altenberg.
| Jahr | Einwohner | Wohngebäude | Kategorie  |
| ---- | --------- | ----------- | ---------- |
| 1822 | 21        |             | Ackergüter |
| 1830 | 24        |             | Ackergüter |
| 1845 | 19        | 3           | Ackergüter |
| 1871 | 18        | 3           | Hofstelle  |
| 1885 | 20        | 3           | Wohnplatz  |
| 1895 | 13        | 3           | Wohnplatz  |
| 1905 | 14        | 3           | Wohnplatz  |